# Tom Skroblien
Tom Luick Skroblien (geboren am 19. April 1993 in Schwerin) ist ein ehemaliger deutscher Handballspieler, der auf der Spielposition Linksaußen eingesetzt wurde.

## Vereinskarriere
Tom Skroblien spielte ab 2009 bei der Jugend der Füchse Berlin und wurde mit dem Verein drei Mal Deutscher Meister in den Altersklassen B-Jugend und A-Jugend; bis dato spielte er im Rückraum. In der A-Junioren-Zeit bei den Füchsen Berlin wechselte er auf die Linksaußenposition. Er spielte von 2012 bis 2015 bei den Füchsen Berlin sowie von 2015 bis 2017 beim TBV Lemgo in der Bundesliga und von 2017 bis 2020 bei TUSEM Essen in der 2. Handball-Bundesliga. Ab der Spielzeit 2020/21 war er für den TuS N-Lübbecke aktiv. Dort unterschrieb er einen Drei-Jahres-Vertrag. Mit TuS N-Lübbecke stieg er 2021 in die Bundesliga auf. Am Saisonende 2021/22 stieg er mit dem TuS direkt wieder ab. Nach der Saison 2024/25 beendete er seine Karriere.
Mit den Füchsen Berlin gewann er in der Saison 2014/15 den EHF-Pokal und spielte in der EHF Champions League.

### Einsätze und Tore
Stand: 24. März 2024, Quelle: Spielerprofil bei der Handball-Bundesliga
| Saison    | Verein         | Spielklasse   | Spiele | Tore (gesamt) | davon Siebenmeter | Tore des Vereins |
| --------- | -------------- | ------------- | ------ | ------------- | ----------------- | ---------------- |
| 2012/2013 | Füchse Berlin  | 1. Bundesliga | 01     | 0             | 0                 | 0976             |
| 2013/2014 | Füchse Berlin  | 1. Bundesliga | 02     | 0             | 0                 | 0953             |
| 2014/2015 | Füchse Berlin  | 1. Bundesliga | 11     | 0             | 0                 | 0997             |
| 2015/2016 | TBV Lemgo      | 1. Bundesliga | 12     | 010           | 0                 | 0847             |
| 2016/2017 | TBV Lemgo      | 1. Bundesliga | 16     | 035           | 02                | 0926             |
| 2017/2018 | TUSEM Essen    | 2. Bundesliga | 37     | 179           | 70                | 1061             |
| 2018/2019 | TUSEM Essen    | 2. Bundesliga | 38     | 174           | 57                | 1154             |
| 2019/2020 | TUSEM Essen    | 2. Bundesliga | 19     | 109           | 47                | 0712             |
| 2020/2021 | TuS N-Lübbecke | 2. Bundesliga | 35     | 216           | 86                | 1050             |
| 2021/2022 | TuS N-Lübbecke | 1. Bundesliga | 33     | 172           | 51                | 0789             |
| 2021/2023 | TuS N-Lübbecke | 2. Bundesliga | 34     | 197           | 91                | 1106             |
| 2023/2024 | TuS N-Lübbecke | 2. Bundesliga | 24     | 65            | 30                |                  |
| 2024/2025 | TuS N-Lübbecke | 2. Bundesliga | 30     | 41            | 7                 | 947              |

## Privates
Tom Skroblien absolviert ein duales Studium der Betriebswirtschaftslehre.
Er ist verheiratet und der Bruder von Linus Skroblien.